# Måske ku' vi (soundtrack)
Måske ku' vi er Sebastians sjette studiealbum, udgivet i 1976. Det er et soundtrack-album bestående af sange fra filmen af samme navn. Titelsangen er en af Sebastians mest kendte sange.

## Numre

### Side 1
1. "Imorgen kommer aldrig" (3:20)
2. "Jeg kan ik' gøre for'et" (3:11)
3. "Ta' chancen – du er femten" (4:38)
4. "Strat nr. 16597" (4:55)

### Side 2
1. "Måske ku' vi" (3:36)
2. "Flugt" (2:45)
3. "Gipsy" (3:15)
4. "Det forsvinder" (2:51)
5. "Phacing" (1:16)
6. "Imorgen kommer aldrig – 2" (3:54)

Tekst og musik: Sebastian, undtagen "Strat nr. 16597", som er et instrumentalnummer komponeret af Nils Henriksen.